# Kulturåret 1723

## Händelser
- Okänt datum - Johann Lukas von Hildebrandts arkitektoniska mästerverk Schloss Belvedere, påbörjat nio år tidigare, år 1714, står färdigt en bit utanför det dåtida Wien.

## Nya verk
- Ett franskt sällskap, Académie royale de musique (Stockholm) anländer till Stockholm och spelar på Stora Bollhuset fram till 1727.

## Födda
- 25 januari - Hippolyte Clairon (död 1803), fransk skådespelare.
- 27 januari - Johann Andreas Cramer (död 1788), tysk teolog och psalmförfattare.
- 23 februari - Richard Price (död 1791), engelsk predikant och moralfilosof.
- 20 juni - Adam Ferguson (död 1816), skotsk filosof och historiker.
- 11 juli - Jean-François Marmontel (död 1799), fransk författare och rikshistoriograf.
- 16 juli - Joshua Reynolds (död 1792), engelsk målare av porträtt och allegoriska genremotiv.
- 25 september - Friedrich Melchior von Grimm (död 1807), fransk författare av tyskt ursprung.
- 28 december - Christoph Friedrich Neander (död 1802), kyrkoherde i Kurland samt översattare och diktade av psalmtexter på lettiska.
- okänt datum - Maria Carowsky (död 1793), svensk konstnär.
- okänt datum - Johan Nicolaus Weller (död 1785), svensk sergeant och kyrkomålare.
- okänt datum - Gavin Hamilton (död 1798), skotsk neoklassisk konstnär.
- okänt datum - Carl Friedrich Eckleff (död 1786), svensk poet och ordensvurmare.
- okänt datum - Petter Frimodig (död 1768), svensk kyrkobyggare.
- okänt datum - Francesco Antonio Uttini (död 1795), italiensk-svensk dirigent, kompositör och musiker.

## Avlidna
- 25 februari - Christopher Wren (född 1632), brittisk arkitekt.
- 15 mars - Johann Christian Günther (född 1695), tysk författare.
- 5 april - Johann Bernhard Fischer von Erlach (född 1656), österrikisk arkitekt.
- 21 augusti - Dimitrie Cantemir (född 1673), moldavisk härförare, filosof, historiker, kompositör och geograf.
- 7 december - Jan Blažej Santini Aichel (född 1677), böhmisk arkitekt och målare av italiensk börd.
- okänt datum - Giovanni Battista Contini (född 1641), italiensk arkitekt.
- okänt datum - Justus Falckner (född 1672), tysk psalmförfattare.